# М'якотівський заказник
М'яко́тівський заказник — гідрологічний заказник місцевого значення в Україні. Об'єкт природно-заповідного фонду Хмельницької області.
Розташований у межах Плужненської сільської громади Шепетівського району Хмельницької області, між селами Велика Радогощ і Мала Радогощ.
Площа 103,2 га. Статус присвоєно згідно з рішенням 4 сесії обласної ради від 16.12.1998 року № 13. Перебуває у віданні: Плужненська сільська громада.
Статус присвоєно для збереження частини заболоченої заплави річки Гутиська (притока Усті).